# چهار شگفت‌انگیز (فیلم ۲۰۰۵)
چهار شگفت‌انگیز (به انگلیسی: Fantastic Four) نام فیلمی ابرقهرمانی محصول سال ۲۰۰۵ میلادی است که بر اساس مجموعه کتاب‌های مصور کمپانی مارول کامیکس ساخته شده است. از بازیگران آن می‌توان به یوان گریفید، جسیکا آلبا، کریس ایوانز، مایکل چکلیس و جولین مک‌مان اشاره کرد. چهار شگفت‌انگیز توسط فاکس قرن بیستم در تاریخ ۸ ژوئیه ۲۰۰۵، در ایالات متحده اکران شد. دنباله‌ای بر این فیلم با عنوان چهار شگفت‌انگیز: قیام موج‌سوار نقره‌ای در سال ۲۰۰۷ منتشر شد.

## داستان
چهار فضانورد که برای مأموریتی به فضا رفته‌اند؛ با گرد و غبار کیهانی روبرو می‌شوند و تحولات عجیبی در توانایی‌آنها به وجود می‌آید.

## بازیگران
- یوان گریفید در نقش رید ریچاردز / آقای شگفت‌انگیز: او توانایی کش آمدن بدنش را دارد و رهبر گروه است. او همچنین یکی از بزرگترین دانشمندان کشورش در این فیلم است.
- جسیکا آلبا در نقش سوزان استورم / زن نامرئی: او قادر به نامرئی شدن و ایجاد موانع ذهنی است.
- کریس ایوانز در نقش جانی استورم / مشعل انسانی: او برادر سو است که قادر به ایجاد و کنترل آتش است.
- مایکل چکلیس در نقش بن گیریم / تینگ: او در اثر برخورد با پرتوهای کیهانی تبدیل به فردی عظیم‌الجثه و عضلاتی از جنس سنگ می‌شود.
- جولین مک‌مان در نقش ویکتور ون دووم / دکتر دووم: شخصیت منفی داستان که توانایی به جریان انداختن الکتریسیته و اجرای جادو است.
- کری واشینگتن در نقش آلیشا مسترز
- همیش لینکلیتر در نقش لئونارد
- لوری هولدن در نقش دبی